# Quigley na Antypodach
Quigley na Antypodach – amerykańsko-australijski western z 1990 roku.

## Główne role
- Tom Selleck - Matthew Quigley
- Laura San Giacomo - Crazy Cora
- Alan Rickman - Elliott Marston
- Chris Haywood - Major Ashley-Pitt
- Ron Haddrick - Grimmelman
- Tony Bonner - Dobkin
- Jerome Ehlers - Coogan
- Conor McDermottroe - Hobb
- Roger Ward - Brophy
- Ben Mendelsohn - O'Flynn
- Steve Dodd - Kunkurra
- William Zappa - Reilly
- Jonathan Sweet - Sierżant Thomas
- Jon Ewing - Tout
- Tim Hughes - Miller
- David Slingsby - Mullion
- Danny Adcock - Mitchell

## Fabuła

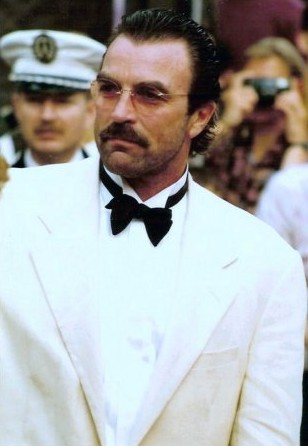
Tom Sellek, odtwórca roli Matthew Quigley'a

Australia, rok 1860. Strzelec wyborowy Matthew Quigley przybywa ze Stanów Zjednoczonych do Australii, gdzie zostaje zatrudniony przez miejscowego ranczera, Elliota Marstona. Jego zadaniem ma być zabijanie psów dingo. Na miejscu jednak okazuje się, że celem ranczera nie są niebezpieczne psy, a zamieszkujące te ziemie Aborygeni. Gwałtowną odmowę udziału w ich eksterminacji Quigley nieomal przypłaca życiem, lądując w buszu wraz z obłąkaną kobietą zwaną Szaloną Korą. Od niechybnej śmierci na pustkowiu ratują ich Aborygeni i odtąd dwójka białych bohaterów staje w obronie rdzennej ludności prześladowanej przez Marstona. Ranczer nie popuszcza i wysyła za Amerykaninem swoich ludzi... 